# Free Alongside Ship
Free Alongside Ship (FAS) är en Incoterm som kan användas vid sjötransporter.
Free Alongside Ship betyder att säljaren kan anses ha levererat när godset finns vid skeppet vid angiven lastningshamn. Detta betyder att säljaren exportklarerar godset. Transportrisken och kostnaden för godstransporten övergår när godset är vid fartyget färdigt för lastning. Transportdokumentet övergår när godset är lastat på fartyget.